# Hanuschhof

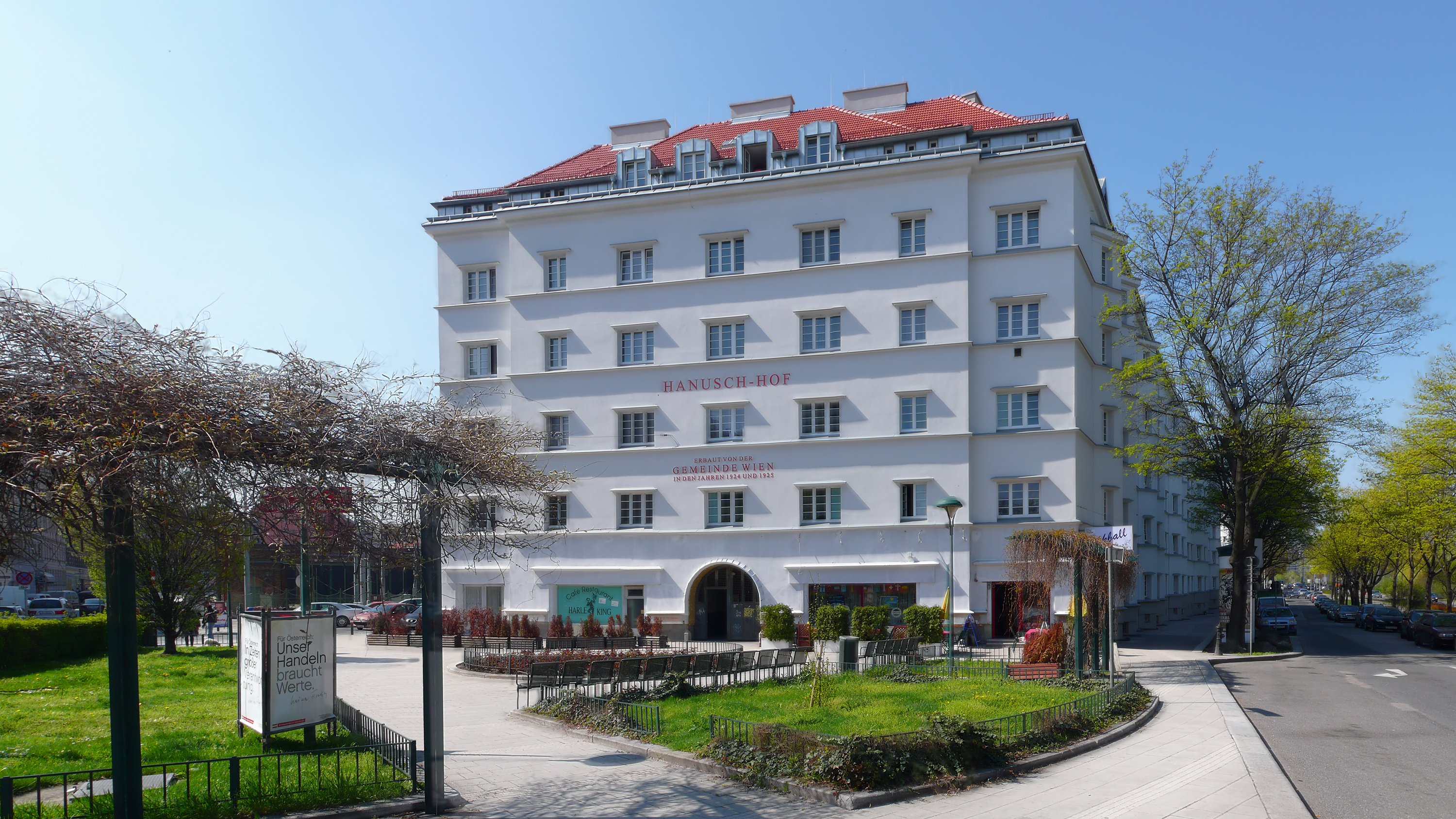
Der Hanuschhof (2010)

Der Hanuschhof ist ein Gemeindebau im 3. Wiener Gemeindebezirk Landstraße am Ludwig-Koeßler-Platz 2–4.
Der Bau steht unter Denkmalschutz und ist auch ein Teil der von der Stadt Wien definierten baulichen Schutzzone Wohnhausanlage Erdberg.

## Geschichte

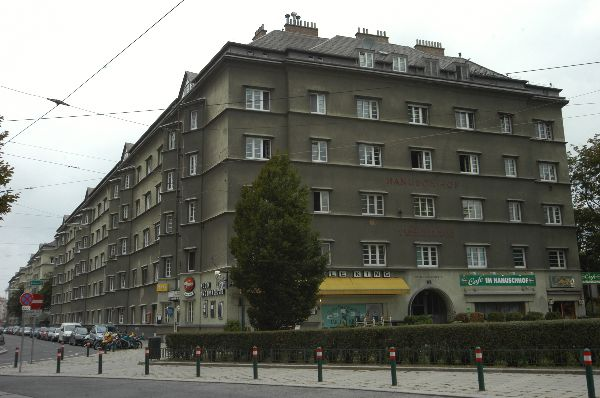
Hanuschhof 2007, vor der Generalsanierung

Der Hanuschhof wurde von 1923 bis 1925 nach Plänen von Robert Oerley an der Erdberger Lände gegenüber dem heutigen Verkehrsmuseum Remise errichtet. Er umfasste ursprünglich 434 Wohnungen und 20 Künstlerateliers. Der dem Donaukanal zugewandte Trakt mit Badeanlagen, Wäschereien, einem Kinderhort, den Hauswartswohnungen und einer Städtischen Leihbücherei war von geringerer Bauhöhe, um von den Wohnungen der anderen Trakte freie Sicht auf den unverbauten Prater zu ermöglichen.
Die Wohnanlage umfasst heute 475 Wohnungen und wurde bis 2011 generalsaniert.

## Statue

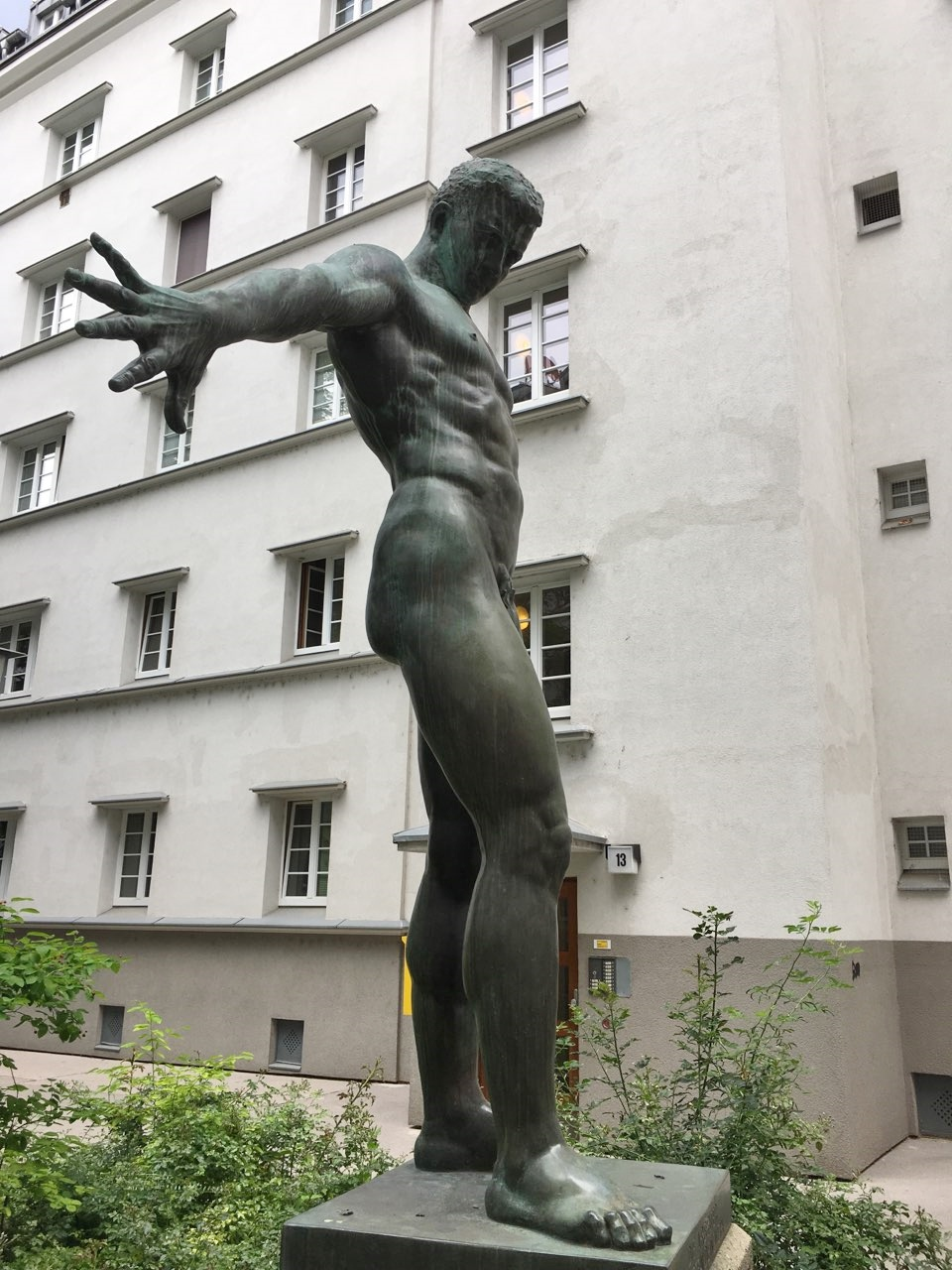
Nackter Jüngling von Carl Gelles(1880 - 1930)

Der Hanuschhof war die erste Wohnhausanlage des 3. Bezirks, in der ein Kunstwerk in Form einer Statue errichtet wurde. Carl Gelles schuf eine 2,4 Meter hohe Bronzefigur eines nackten, stehenden Athleten („Nackter Jüngling“).
1934 wurde diese dem Namensgeber des Baus Ferdinand Hanusch gewidmete Statue entfernt. Seit 1941 gilt sie als verschollen.
Erhalten gebliebene Gipsabgüsse der Figur ermöglichten dem damit beauftragten Bildhauer Professor Rudolf Schmidt die Anfertigung einer Kopie, die in den „Vereinigten Wiener Metallwerken“ gegossen wurde. Am 21. August 1954 wurde in Anwesenheit von Bürgermeister Franz Jonas die neue Statue enthüllt.

## Prominente Bewohner
- Theodor Allesch-Alescha, Maler
- Josef Autheried, Grafiker
- Rudolf Hausner, Maler
- Adelbert Muhr, Schriftsteller